# Oreoryzomys balneator
Oreoryzomys balneator és una espècie de mamífer rosegador de la família dels cricètids. Viu a altituds d'entre 1.500 i 1.800 msnm a l'Equador i el Perú. Probablement es tracta d'un animal nocturn. El seu hàbitat natural són les selves nebuloses. Es desconeix si hi ha cap amenaça significativa per a la supervivència d'aquesta espècie.